# 峠MAXシリーズ
峠MAXシリーズ（とうげマックスシリーズ）は、アトラスから発売されたPlayStation用ゲームソフトのシリーズ名。ジャンルはカーレース。

## 概要
本格的なサーキットなどではなく「峠」を舞台に、スポーツカーを操り最速を目指すという内容のゲームである。コンピュータの操る車両と勝負をするバトルモードやタイムアタックモード、自分でパイロンを配置しコースを作る事ができるジムカーナモード、個性豊かなキャラクターが多く登場するストーリーモードがそれぞれのシリーズで共通して存在している。具体的な内容はシリーズ毎に異なる。

## 登場車
小型ではハチロクやロードスター、中型ではシルビアやワンエイティ、大型ではスカイラインやRX-7などのスポーツカー系車両が登場する。また、隠しカー（特定の条件で登場）としてバイク・スクーターや大型トラック・バス、スーパーカーやロボットまで個性的な車両も存在し、車とは関係なしに羊で駆けることも。
『峠MAX2』まではメーカーから許可を取っておらず架空の表記であったが、『峠MAXG』ではメーカーから許可を取りゲームオリジナル車両以外全車実名表記になった。シリーズ全作の特徴として内装の作り込みが細かく運転手も描写されており、ライトの点灯と消灯も任意で行うことが出来、ライトの点灯に合わせてメーターの点灯も確認出来る。

## シリーズ
| 1997 | 峠MAX 最速ドリフトマスター |
| 1998 | 峠MAX2                     |
| 1999 |                            |
| 2000 | 峠MAXG                     |

『峠MAX 最速ドリフトマスター』
1997年1月24日発売。
峠MAXシリーズ最初のソフト。パッケージはR33とAE86スプリンタートレノ。サブタイトルにもあるように、ドリフトを軸としたゲーム内容になっているので、FF（前輪駆動）車両が登場しない。車の挙動は現実のそれとは大きく異なっており、ハンドルを切るだけで派手なドリフトを行うことができるようになっている。
『峠MAX2』
1998年9月17日発売。
シリーズ第2弾。パッケージは180SXとランサーエボリューションIV。ドリフトにこだわらず峠を舞台にしたカーレースゲームということで、シビックなどのFF車両が登場している。車の挙動は前作よりもリアルになっており、壁にぶつかる時の衝撃なども工夫がなされている。また、レーサーの土屋圭市による監修を迎え、ドライビングテクニックを学ぶことができるモードが登場（後のシリーズにはない）。このストーリーモードだけはかなり異色の内容となっている。
『峠MAXG』
2000年1月13日発売。
シリーズ最後の峠MAX。パッケージはインプレッサとアルテッツァ。各シリーズのパッケージには必ず二台の車がイラストであるのに対し、本作は写真が採用されている。登場車種が増えただけでなく、シリーズの目玉であるストーリーモードが非常に充実している。

## 関連商品
- レースゲーム
- 峠シリーズ